# 天窓 (料理)

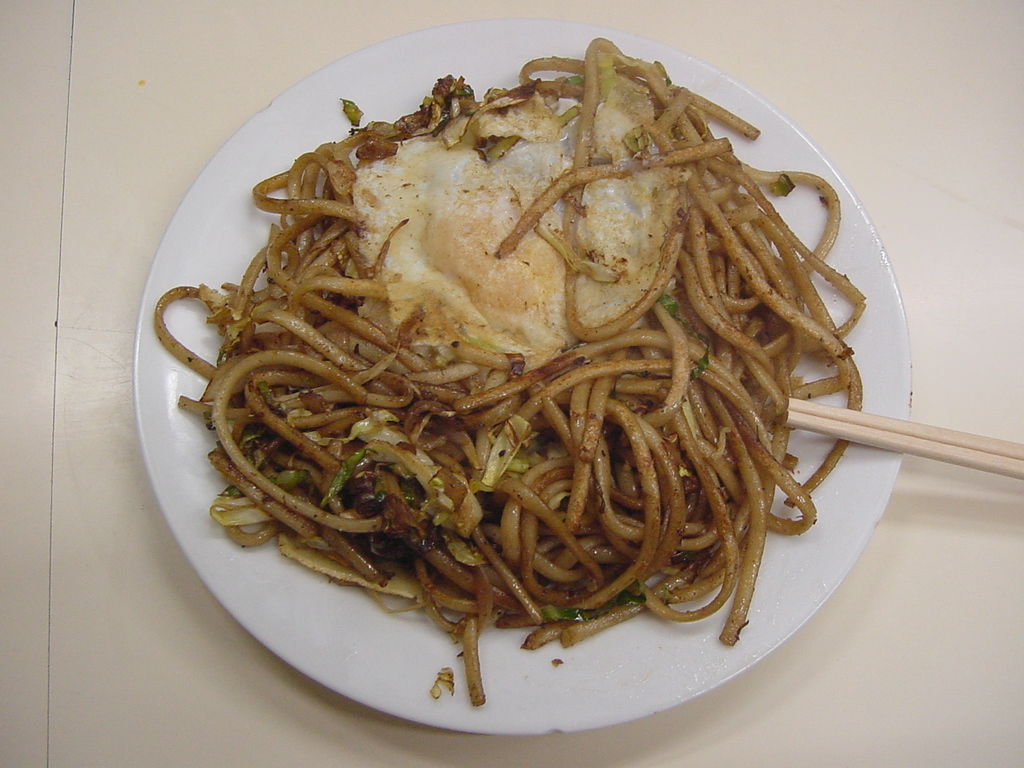
「天まど」の例

天窓（てんまど）とは、焼きうどんの真ん中に卵を落として焼いた料理。「天まど」と書く店もある。北九州市が発祥と言われている。「天窓から見た月」が名前の由来とされている。
小倉市魚町（後の北九州市小倉北区）の「だるま堂」は焼きうどん発祥の店の1つに挙げられるが、天まども名物として人気がある。
だるま食堂では、薄い小麦粉の生地を焼いて敷いた上に焼きうどんが乗り、その上に目玉焼きが乗っている。